# قرش القرن
القرش القرن (بالإنجليزية: Horn shark) علميا يحمل اسم  Heterodontus francisci ، هو نوع من أنواع أسماك القرش التي تنتمي لفصيلة قرش رأس الثور المنحدرة من طائفة الأسماك الغضروفية.
يصل طول قرش القرن في بعض الحالات إلى 1,22 متر، بمعدل طول يبلغ 1 متر.يحب هذا النوع من القروش التواجد أساسا في المياه  الدافئة، ذات الحرارة المعتدلة وأيضا في المناطق الشبه استوائية، وتحديدا قبالة الساحل الغربي لأمريكا الشمالية، الممتد من كاليفورنيا إلى خليج كاليفورنيا، وفي بعض الأحيان على سواحل الاكوادور وبيرو، حيث تشكل الشعاب الصخرية والحشائش البحرية المكان المفضل لعيشها.
قرش القرن واحد من بين المئات من الأسماك المسجلة في القائمة الحمراء للمخلوقات المهددة بالانقراض.
عالم الأحياء والحيوانات الفرنسي السيد شارل فريدريك جيرارد كان أول من نشر تصنيفا علميا لأسماك قرش القرن تحت اسم فرانسيسكي سيستراكيون (francisci Cestracion) في عام 1855 بأروقة أكاديمية العلوم الطبيعية في فيلادلفيا. فيما بعد تم تسجيله تحت جنس ال  Gyropleurodus، الذي أصبح أخيرا مرادفا لجنس ال  Heterodontusالذي ينحدر منه هذا النوع من القروش.
على الرغم من أن نطاق قرش القرن لا يمتد إلى أقصى الشمال فإن الاسم العلمي لقرش القرن francisciهو إشارة إلى سان فرانسيسكو   ، لذلك فإن  هذا الاسم تم منحه بالأصل عن طريق الخطأ.

## أوصاف قرش القرن
كباقي أسماك القرش الأخرى، تتميز قروش القرن برأس قصيرة وعريض مع خطم في مقدمته، لقرش القرن تلال أشبه بالقرون بارزة فوق العينين، يفصل بيتهما منطقة مقعرة عميقة فوق الرأس.كما تتميز عيون قرش القرن بغياب الغشاء الرامش تحت الجفن، تتوفر أيضا على ثقب تنفسى صغير جدا.أما الفم فهو  صغير ومنحنى مع شقوق (أخاديد) بارزة في الزوايا.
لكي تتمكن هذه القروش من تقطيع وطحن فرائسها، فإنها تتوفر على حوالي 19إلى 26 صفا من الأسنان في الفك العلوي وايضا حوالي 18إلى 29 صفا في فكها السفلي، وتتميز أسنانه بكونها صغيرة ومدببة في الجزء الأمامي من الفك، في حين تتميز تلك الموجودة على جانبي الفك بكبر حجمها مقارنه بتلك الأسنان الأمامية، لذلك فهي عبارة عن أسنان طاحنة (الرحى) ممدودة طوليا.
فيما يخص الجسد فهو أسطواني الشكل مع بروز إثنين من الزعانف الظهرية العالية (على شكل منجل) تحمل كل واحدة منهما أشواكا في جبهتها الأمامية، هذه الأشواك تختلف باختلاف البيئة التي تحيط بالقرش، وبالتالي فإن أشواك قرش القرن التي تعيش في الشعاب المرجانية تكون أقصر من تلك التي يتوفر عليها هذا النوع من القروش التي تعيشون في الأسرة العشبية المكونة من  الطحالب، لأن هذ الأشواك تبلى نتيجة لاحتكاكها مع الصخور بسبب حركة القرش النشيط بالقرب من الصخور المكونة للشعاب المرجانية.
أول الزعانف الظهرية تبرز من الأساس الذي  التي تقوم عليه الإبر الصدرية الكبيرة، في حين أن الزعنفة الظهرية الثانية تنبع من الجانب الخلفي الأقصى الحر من الزعنفة الحوضية.
تتميز الزعنفة الذيلية بفص سفلي صغير وطويل، وفص علوي واسعع مع شق يقترب من الحافة.
حوالي 200 سم مربع من الجلد القاسي يغطي ظهر سمكة قرش القرن البالغة  ، ويأخذ لونا رمادي أو بني شبيه بالبيئة المحيطة بالقرش، مع العديد من البقع السوداء الصغيرة التي تغطي ظهره بالكامل، وتجعله يتقن حيلة التمويه والاندماج بدقة مع محيطه.في ما يخص الجانب السفلي أو البطن فيتميز بلونا مائلا للإصفرار، بوجود بقع داكنة صغيرة تحت العينين.
معظم أفراد أسماك قرش القرن لا تتجاوز طولها ال1 متر (3.3 قدم).لكنها في بعض الحالات قد تصل إلى حوالي 1.2 متر (3.9 قدم).

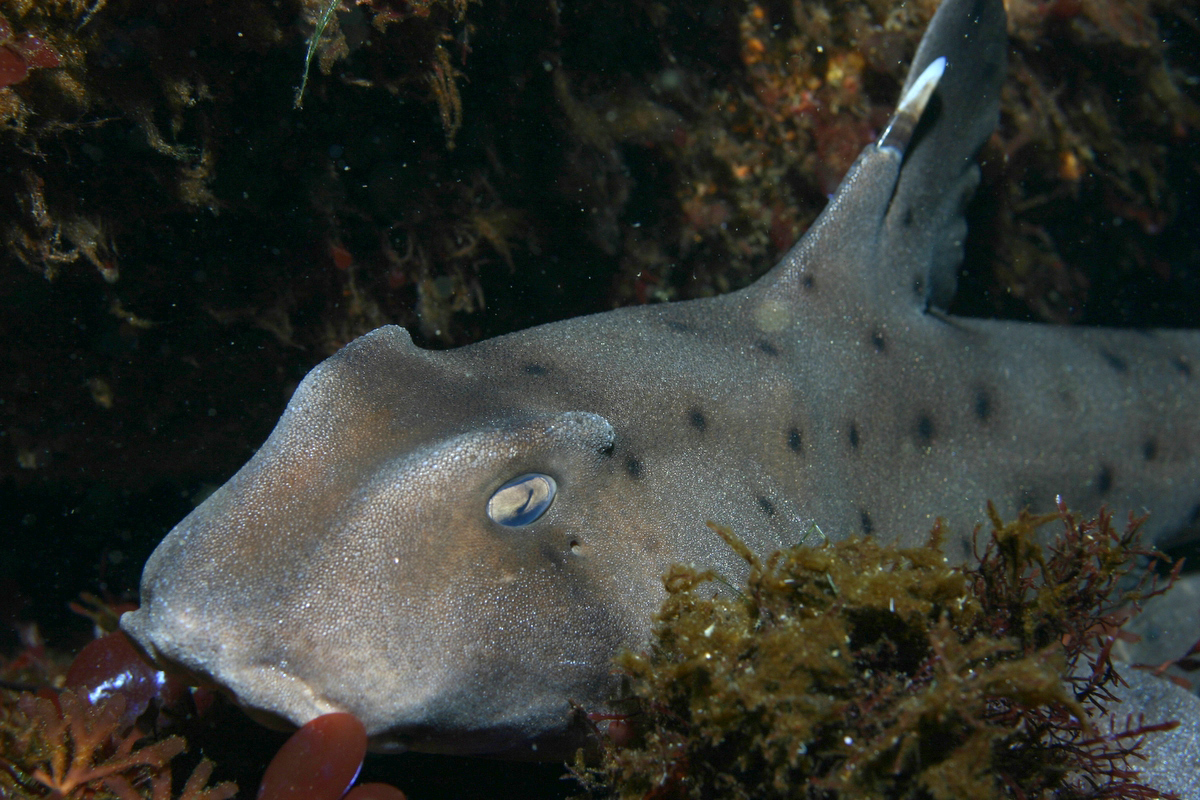
صورة لقرش القرن برأسه المميز مع تلال  بارزة  فوق عينيه
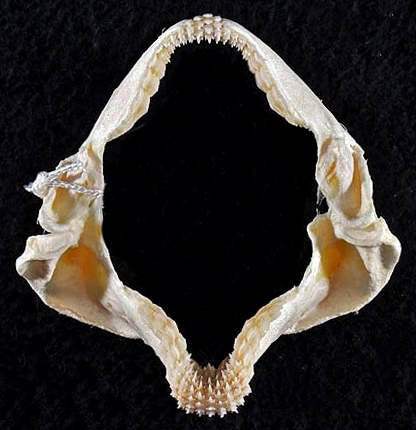
فك سمكة قرش القرن
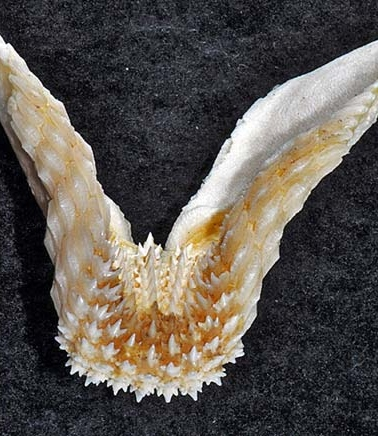
أسنان قرش القرن السفلية

## التوزيع الجغرافي لقروش القرن
تمتد منطقة انتشار قرش القرن على طول الجرف القاري للمحيط الهادي الشرقي، على ساحل ولاية كاليفورنيا، من خليج مونتيري إلى جنوب خليج كاليفورنيا.
قروش القرن تفضل دائما التواجد في المياه الدافئة، وتدفق الماء الساخن نحو الشمال يمكن أن يجلب معه قروش القرن في إتجاه منطقة خليج سان فرانسيسكو أيضا.وهناك أيضا تقارير غير مؤكدة عن مشاهدات تمت لهذا النوع من القروش قبالة سواحل الإكوادور وبيرو كذلك، لكنها قد تكون مجرد خلط بينها وبين أنواع قروش أخرى.
في أغلب شهور السنة يمكن مشاهدة قرش القرن على عمق يتراوح بين 2 و11 متر (6,6إلى 36,1 قدم).
في بداية فصل الشتاء، تقوم هذه القروش بالهجرة نحو المياه الأكثر عمقا، والتي يتجاوز عمقها 30 متر (98قدما)، مؤخرا تم العثور على هذه النوع من القروش على عمق يصل إلى 200 متر)660 قدم (.

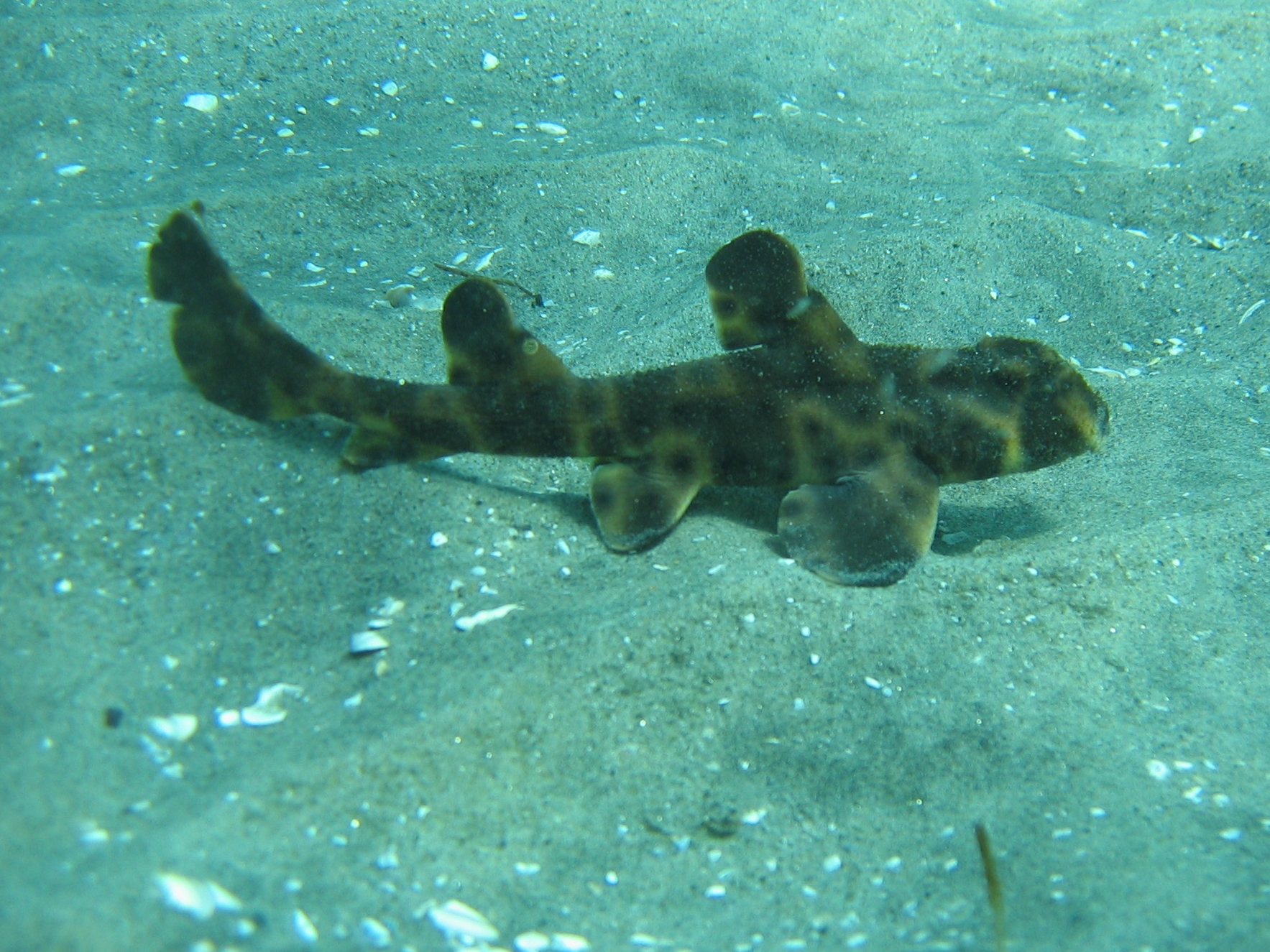
على عكس البالغين منها ،تفضل قروش القرن الحديثة العهد الأماكن الرملية.

تفضل أسماك قرش القرن الأحدث التي لا يتعدى طولها 48 سم (من 35 إلى 48سم) الأماكن الرملية مع تلال عمودية منخفضة، عند عمق يتراوح بين 40 و 150م (130و490 قدم).
تدريجيا، وعنما يقترب أجلها، تنتقل أسماك قرش القرن عادة نحو المياه الضحلة، بين الشعاب الصخرية المعقدة أو الحشائش البحرية.
تفضل قروش القرن  درجات الحرارة الدافئة التي تزيد عن 20 درجة مئوية (68 فهرنهايت).

## التكيف ونمط العيش
يصنف قرش القرن كسباح ماهر، نتيجة لاعتماده في السباحة على زعانف مرنة وعضلات صدرية قوية تمكنهه من دفع جسمه نحو الأمام والمناورة بين الصخور والعوائق ليجوب أرجاء منطقة عيشها.تسبح هذه القروش في العادة بشكل انفرادي، وقليلا ما تشاهد وهي تسبح ضمن مجموعات صغيرة.

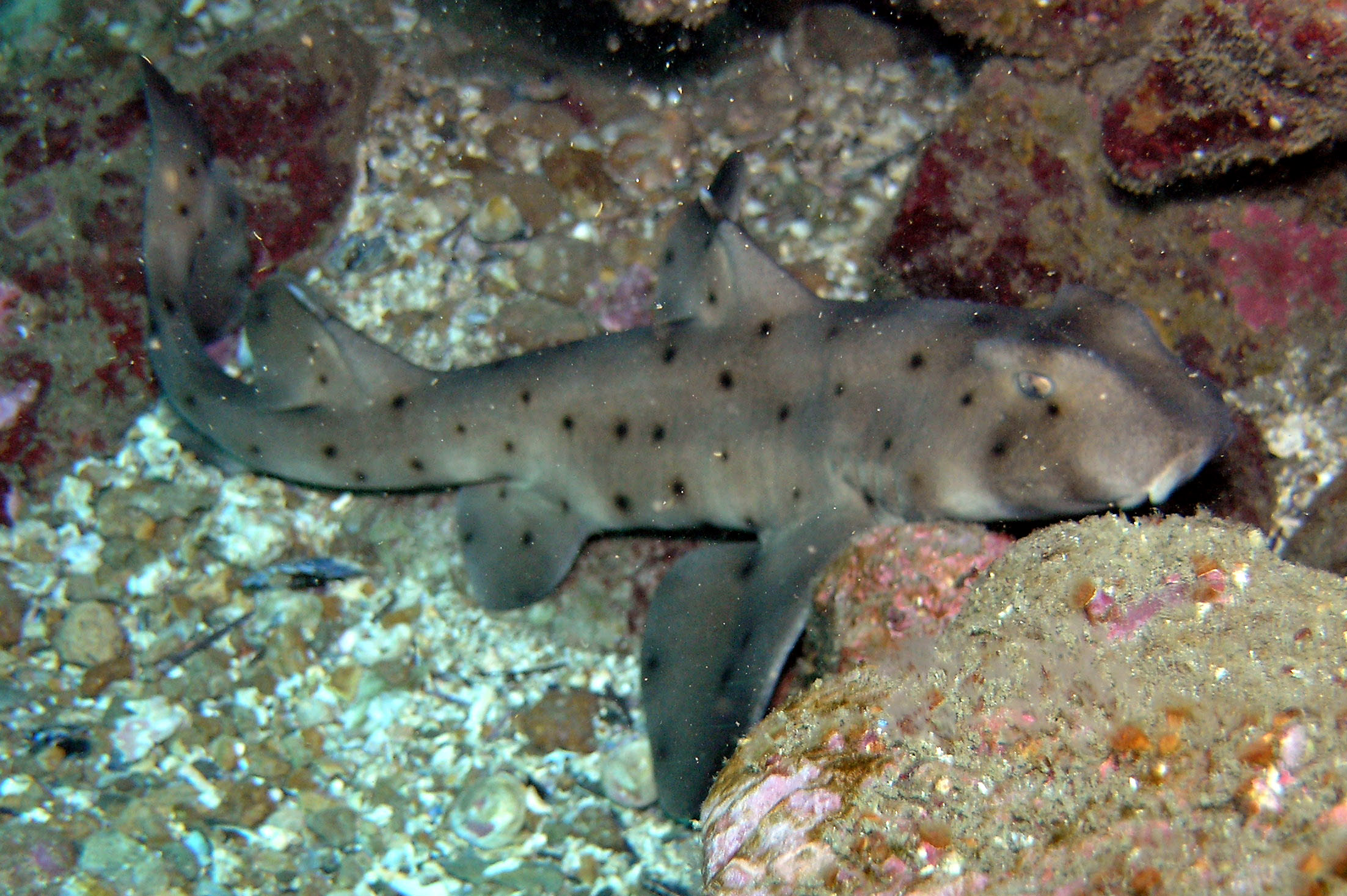
سمكة قرش القرن مسترخية خلال النهار ،على عكس الليل عندما تصبح نشطة.

خلال النهار، تكون أسماك قرش القرن جامدة في مكانها من دون أي نشاط، ومخبأة في الكهوف أو بين الشقوق، أو حتى بين حصيرة سميكة من الطحالب، لكنها تبقي دائما في مسترخية وفي حالة تأهب نسبي للهجوم إذا دعت الضرورة.
مباشرة بعد الغسق وعند حلول الليل، تجوب هذه القروش بنشاط أرجاء الشعاب المرجانية بحثا عن الطعام. معروف عند أسماك قرش القرن التزامها بأماكن عيشها وقليلا ما تغادر نطاقها الصغير، والذي يقدر بحوالي  1000 متر2  (11000 قدم مربع)، حيث تبقى وفية له لأكثر من عقد، وتعود كل يوم إلى نفس المكان الذي لايبعد كثيرا عن أماكن صيدها.كما أن أطول حركة لقرش قرن يسبح منفردا تم توثيقها بلغت 16 كم (9.9 ميل).
خلافا لمعظم الأسماك وخاصة القروش الأخرى، يبقى نمط النشاط اليومي لقرش القرن في كل الأوقات تحت السيطرة الخارجية، هذا يعني أنه يخضع للعوامل الخارجية التي تتعلق بالبيئة المحيطة، عوضا عن دورته الفيزيولوجية الداخلية.حيث أكدت أغلب الدراسات التي أجراها الباحثون على قرش القرن في حالة أسر أن هذه القروش تستجيب بشكل لافت لشدة الضوء، حيث يرتفع نشاطها تدرجيا في الظلام عند إطفاء الأضواء.
خلال هذه التجارب تم وضعها في الظلام، وبقيت نشطة بشكل مستمر لمدة 11 يوما قبل أن يقل نشاطها فيما بعد بسبب التعب.
نفس الشئ يمكن تطبيقه على قروش القرن في البرية، إذ وفي حالة تعرضها لضوء ساطع حتى في الليل فإنها تتوقف عن السباحة وتنزل إلى القاع اعتقادا منها أن ضوء النهار قد حل، على عكس أسماك أخرى تعتمد بشكل أساسي على دورتها الفيزيولوجية الداخلية.
ينجذب قرش القرن للاسماك الأكبر وأيضا لمخلوقات فيل البحر (Mirounga angustirostris (، حيث تستهلك  البالغين وأيضا الأحداث منها، بالإضافة إلى القواقع البحرية الكبيرة يمكن يمكنها كسرها واستهلاكها بسهولة.
يوفر الجلد القاسي والأشواك  لهذا النوع بعضا من الحماية من المفترسين الأكبر منها.مؤخرا تمت مشاهدة إحدى أسماك قرش الملاك في المحيط الهادئ (Squatina californica (وهي تحاول ابتلاع سمكة قرش قرن حديثة العهد، لكنها سرعان ما قامت ببصقها بسبب أشواكها وجلدها القاسي.

## النظام الغذائي لقرش القرن
تعتمد قروش القرن البالغة في 95٪ من نظامها الغذائي على الرخويات ذات القشور الصلبة (مثل ذوات الصدفتين وبطنيات القدم)، وشوكيات الجلد (مثل قنافذ البحر)، والقشريات (سرطان البحر، الجمبري ومتماثلات الأرجل)، ولكي يتمكن من كسر أصدافها يتوفر قرش القرن على قوة إطباق للفك تعد الأقوى مقارنة  بأي نوع آخر من القروش مقارنة بحجمه.
توصلت إحدى الدراسات إلى نتائج مبهرة فيما يتعلق بقوة عضة قرش القرن، حيث سجلت قوة العضة المتوسطة لهذا النوع في البرية حوالي
95 نيوتن، مع قوة قصوى تصل إلى 135 نيوتن.
غير أنه وفي ظل ظروف تجريبية متحكم فيها، قد تصل قوة العضة إلى أكثر من 200 نيوتن.

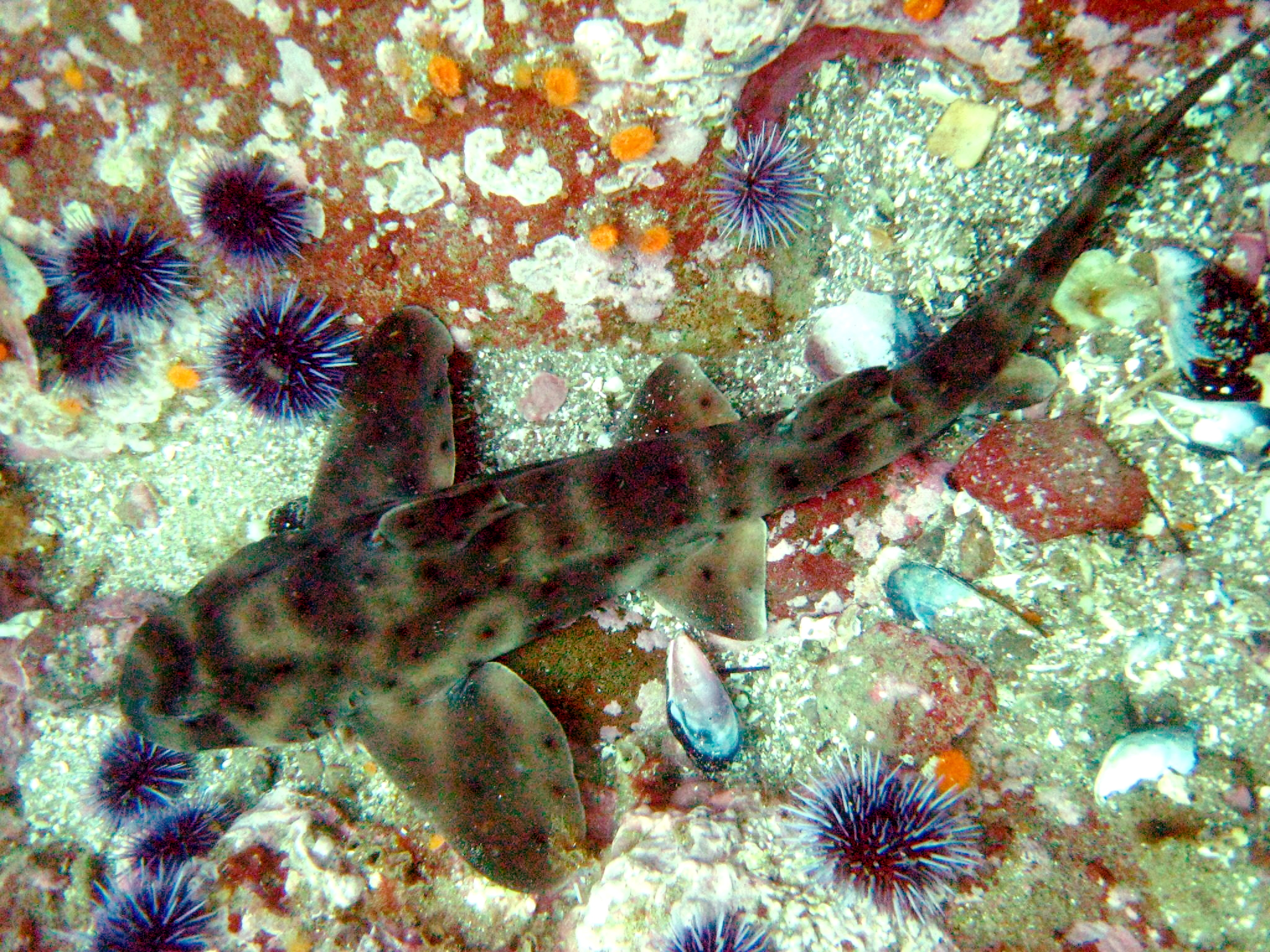
قنافذ البحر هي الفريسة المفضلة لأسماك قرش القرن.

قروش القرن البالغة معروف عنها أنها تتغذي  أساسا على قنافد البحر، خاصة قنفذ البحر ذي الإبر القصيرة، أو تلك التي لديها أسنان وإبر أرجوانية اللون (Strongylocentrotus purpuratus) 
في حين أن القروش الأحدث منها  تتغذى أساسا على المخلوقات القليلة الصلابة مثل الديدان المتعددة الأشواك، شقائق البحر والمحار الصغير.
في ولاية كاليفورنيا الجنوبية، من المعروف جدا أن أسماك قرش القرن تسعى دائما للاستفادة من الفرص الموسمية.خاصة في فصل الصيف عندما تكون الأسماك نشطة بشكل مستمر ومتواجدة بكميات وفيرة  من السهل جمعها خاصة في الليل، مما يشكل فرصة كبيرة لهذا القرش النشط في الليل، والذي يصطاد فرائسه باستعمال حاسة الشم.
بالرغم من أهمية الاستقبال الكهربائي أو ما يسمى بالحاسة السادسة للقروش بصفة عامة والتي تستعمل في إستشعار الحقول الكهربائية الضعيفة جدا التي تصدرها الفرائس وتنتقل في المحيط، فإن قرش القرن يتوفر فقط على 148 من مصابيح لورنزيني، وهو عدد أقل بكثير من تلك التي تتوفر عليها معظم أسماك القرش الأخرى، والتي يمكن أن تصل إلى أكثر من 2000 مصباح لورنزيني  عند بعض أنواع القروش.فيما يخص الأسنان، قروش القرن شأنها شأن باقي القروش الأخرى تقوم بإستبدال أسنانها بصورة منتظمة، ويستغرق استبدال كل سن يسقط حوالي 4 أسابيع.
يستعمل قرش القرن طريقة فريدة للقبض على فرائسه تعتمد على قوة الشفط، التي تنشأ عندما يتوسع فمها.حيث يقوم القرش بتعديل الغضاريف الدهليزية ليحول فمه إلى أنبوب شفط.و بمجرد التقاط الفريسة عن طريق شفطها إلى داخل الفم، تبقى الفريسة مثبتة بإحكام بفضل الأسنان الأمامية قبل أن يتم تقطيعها، ومن ثم طحنها بواسطة الأسنان الجانب المسطحة .
يستطيع قرش القرن أن يفتح فكه العلوي حتى علو يفوق 15% من مجوع طول رأسه وكل هذا بسرعة 20 ميلي ثانية، الشئ الذي يسمح لقرش القرن بمفاجأة فريسته والإطباق عليها بفكه العلوي كأنه إزميل يخترقها ويثبتها بإحكام .

## دورة الحياة عند اسماك قرش القرن
تبدء الدورة التناسلية السنوية لأسماك قرش القرن كل ديسمبر أو يناير من كل سنة. قبل أن يحصل الاقتران (التزاوج)، يقوم ذكر قرش القرن بعدة طقوس يظهر خلالها اهتمامه بالأنثى إلى غاية حصول توافق بينهما .
عندما يصبح الزوجين أخيرا مستعدان للتزاوج يستقر الزوجان في قاع المحيط، فيتم الاقتران بينهما والذي يستمر من 30 إلى 40 دقيقة، مباشرة بعد ذلك يقوم الذكر  بفك ارتباطه بالأنثي.
بعد أن يتم إخصاب البيض بداخل الأنثى، تسعد هذه الأخيرة لوضع بيوضها خلال شهر فبراير إلى أبريل، حيث تختار مكانا مناسبا على عمق يتراوح بين 2 إلى 13 متر، تضع فيه حوالي 24 بيضة على دفعتين  كل 14 إلى 11 يوما.
البيضة على شكل مخروط لولبي مكون من اثنين من الشفاه التي تلتف على شكل دوامة (أو لولب) تسمح بتأمين البيضة بين الشقوق، ويمكن أن تستغرق الأم من بضع إلى عدة ساعات لوضعها .

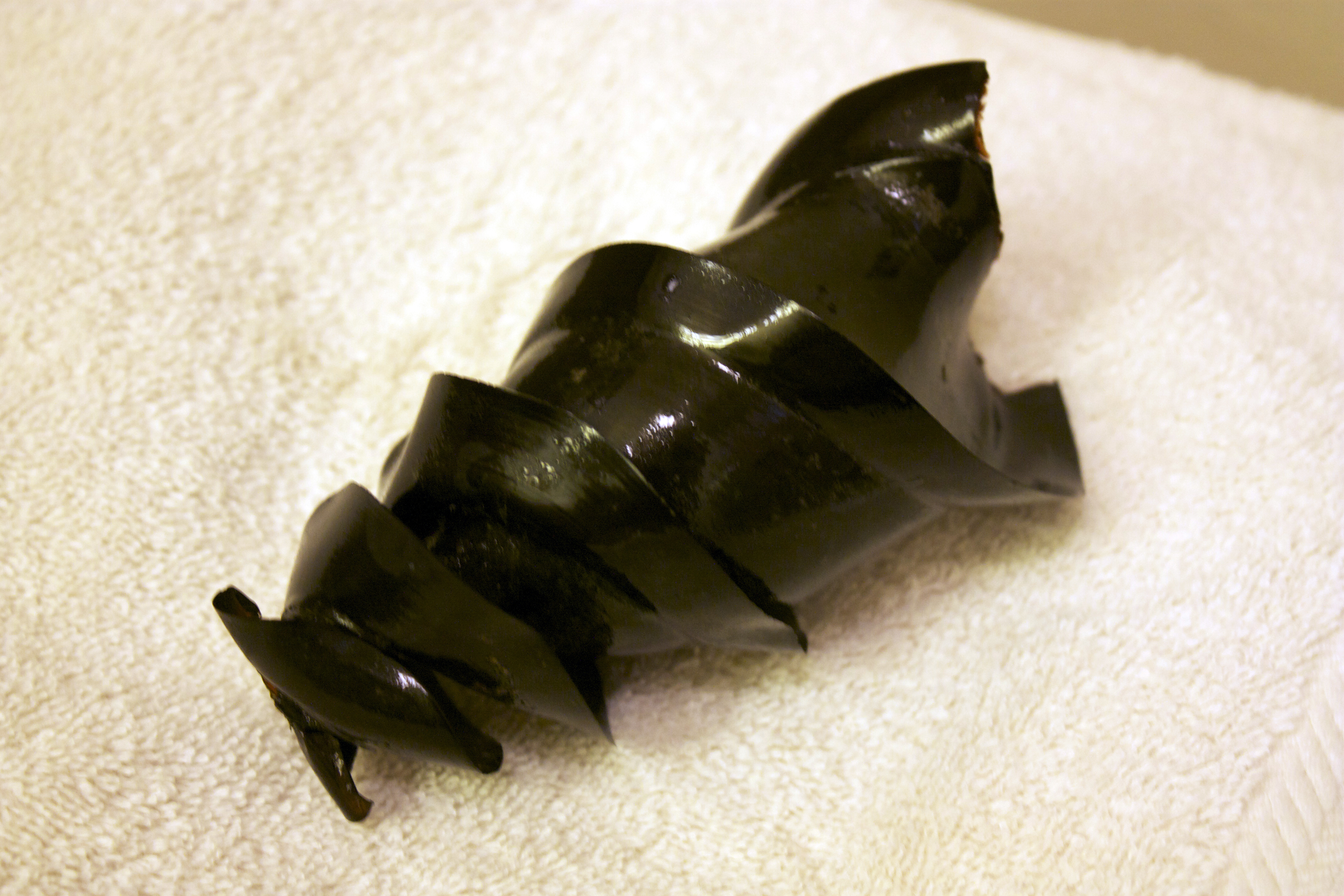
بيضة قرش القرن ذات الشكل المميز الشبيه بمخروط لولبي يسمح بتأمينها داخل الشقوق ضد المفترسات.

في بداية الأمر، تكون البيوض لينة وتأخذ لونا بنيا فاتحا، لكن بعض مرور بضعة أيام تبدأ في التصلب ويتحول لونها تدريجيا إلى لون داكن، باستثناء تلك الشفاه التي تلتف حولها مشكلة لولب.و يقدر قياس طول سكن صغار قرش القرن هذا بحوالي 10 إلى 12 سم، وحوالي 3 إلى 4 سم في العرض . من الناحية الشكلية فإن أسماك قرش القرن في جزر القنال يضعون عادة بيوضا أطول من تلك التي تضعها القروش التي تعيش على ساحل كاليفورنيا، إذن يمكن أن نقول أن هذه الساكنة متميزة نوعا ما عن الأخرى.
تعد قروش القرن واحدة من بين عدد قليل من أنواع سمك القرش التي تقدم مثالا في الرعاية الأبوية، حيث أن قروش القرن في البرية تجمع بيضها في أفواههم وتعمل على دفنها في الشقوق لحمايتها من المفترسات. مع ذلك، يختلف الأمر تماما في حالة تواجدها في الأسر، حيث يلاحظ أنها في بعض الأحيان لا تظهر اهتماما ببيوضها فتتركها ببساطة لتسقط إلى العمق، وبذلك بمكن ان تتفكك أو تتعرض للافتراس.
تفقس بيوض قرش القرن بعد حوالي 6 إلى 10 شهور من وضعها، ويبلغ طول قروش القرن الصغيرة التي تخرج من البيوض من 15 إلى 17سم (5,9إلى 6.7 بوصة).  تتوفر القروش الصغيرة التي فقست حديثا على حقيبة داخلية صفراء، بالرغم من أنها قادرة على إستقبال الطعام، إلا ان هذه الحقائب الداخلية تمكنها من العيش حتى شهر ل اتحتاج بالضرورة خلال هذه المدة إلى التغذية.
أسماك قرش القرن تنمو ببطء وبمعدل متغير لا يتطابق مع حجمها.لذلك فإن كل محاولات تحديد عملية أعمارها اعتمادا على حجمها كانت محبطة وباءت بالفشل .
يصل متوسط طول ذكور قرش القرن إلى حوالي 56 إلى 61 سم (22 إلى 24 بوصة).أما الإناث فلا يقل طولها عن ال58 سم (23 بوصة).
فيما يتعلق بأعمارها عموما، فقد يصل متوسط عمر قرش القرن المنفردة إلى 12 عاما في ظروف الأسر، يمكن ان تزيد أو أن تقل هذه المدة في حالة تواجدها في البرية حسب ظروف البيئة التي تعيش فيها، وفقا لمعلومات غير مؤكدة وصل عمر هذا النوع من القروش إلى 25 عاما.

## السلوك والتفاعل مع البشر

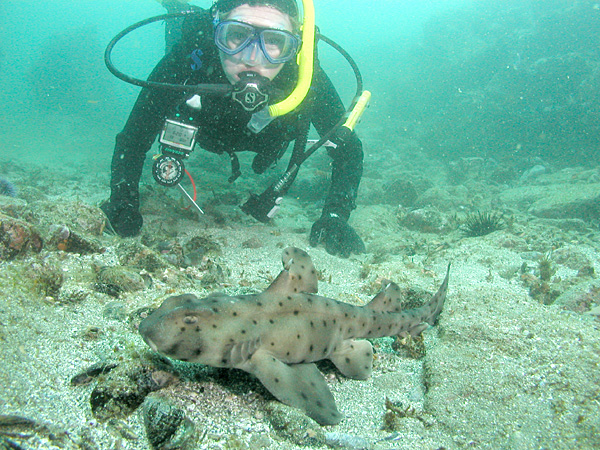
أسماك قرش القرن لا تشكل أي خطر على البشر.

في ظل الظروف العادية، تعد أسماك قرش قرن غير مؤذية للبشر ويمكن بسهولة التعامل معها والاقتراب منها تحت الماء. لكن ردة فعلها تكون سريعة جدا في حالة ما تم استفزازها، لترد في الحين بتوجيه عضة قوية، كما قد تصل في بعض الأحيان حتى إلى مطاردة وعض الغواصين الذين يقومون بمضايقتها.
لتجنب أي أذى قد يلحق بهذا الصنف من القروش أو حتى بالغواصين نفسهم، ينصح بمعاملتها بعناية تجنبا للاذى.
معروف على قرش القرن طريقة تكيفه الجيدة مع ظروف الحياة في الأسر، ويمكن ملاحظة ذلك بشكل واضح من خلال تكيفه مع  أحواض السمك العامة في أنحاء من الولايات المتحدة الأمريكية.
قرش القرن ليس له أي قيمة تجارية في ولاية كاليفورنيا الأمريكية، لإنه إسمه ببساطة يوجد في القائمة الحمراء للأنواع المهددة بالانقراض  الواجب الحفاظ عليها، لذالك يقوم الصيادون بإعادته فور إلى المياه في حالة تم القبض عليه عن طريق الخطأ في الفخاخ وشباك الجر أو حتى من قبل الصيادين الهواة، الشئ الذي يمكنه من التجول بحرية وأمان في المياه التابعة لولاية كاليفورنيا.
هذا النوع  من القروش محمي بموجب القيود العامة المطبقة على معدات الصيد الساحلي في ولاية كاليفورنيا .وبالرغم من ذلك فقد بلغ متوسط وزن قروش القرن المصطادة في كاليفورنيا وحدها حوالي 1800 كلغ (تقريبا 4000 رطل) سنويا، ورجوع للتاريخ يمكن القول أن أكبر كمية تم إصطيادها بشكل عرضي كانت بين سنتي 1976 و1979 إذ إنتقلت هذه القيمة من حوالي 2.5 كلغ فقط إلى أكثر من 9500 كلغ في ظرف ثلاث سنوات.
تقتل قروش القرن في كثير من الأحيان من طرف الغواصين لغرض الرياضة أو لاستعمال أشواكها لصناعة المجوهرات، الشئ الذي تسبب في انخفاض عددها خاصة في المناطق التي يتردد عليها الغواصون بشكل مكثف في مناطق جنوب كاليفورنيا.
في المكسيك أيضا يمكن أن تعلق هذه القروش عن طريق الخطأ في شباك الجر المستعملة في صيد الأسماك الخيشومية كالروبيان وأسماك القاع الشئ الذي يؤدي بها إلى الوقوع ضحية للإستهلاك البشري أو لإستعمالها في صنع دقيق السمك.الشئ الذي يؤكد أن أكبر مشكلة تهدد هذه الأنواع في المستقبل هي زيادة الاعتماد أكثر فأكثر على شباك الجر هذه بالرغم من تحذيرات المنظمات الدولية من خطورتها.
في الوقت الراهن، حتى الاتحاد الدولي لحفظ الطبيعة)IUCN (نفسه لايملك معلومات كافية تمكنه من تقييم الحالة العامة لهذا النوع من القروش، لذلك نجدها مصنفة في حالة الحفظ في قائمة الأنواع ناقصة البيانات)DD(، لكن وبالرغم من كل ذلك تبقى على العموم وضعته على الأقل في المياه الإقليمية للولايات المتحدة الأمريكية الأقل مدعاة للقلق بفضل الترسان القانونية التي تحميه وتحد من الاستعمال الجائر لوسائل الصيد المحرمة.

## وصلات خارجية
- Heterodontus francisci,قرش  القرنموقع قاعدة بيانات الأسماك (FishBase) (لغة إنجليزية)
- 'Heterodontus francisci'(قرش البولهيد، قروش القرن الكاليفورنية، قروش ميناء جاكسون) القائمة الحمراء الاتحاد الدولي لحفظ الطبيعة IUCN  (لغة إنجليزية)
- «غابة أعشاب البحر: قرش القرن» مركز ريفكيست لبحوث أسماك القرش (لغة إنجليزية)
- موقع "Digimorph.org"،Heterodontus Francisci، الدكتور آدم سومرز - جامعة واشنطن  (لغة إنجليزية)